# Polska Patriotyczna
Polska Patriotyczna – polska partia polityczna założona w 2008 przez działaczy Samoobrony Patriotycznej (do 2013 działająca równolegle do tego ugrupowania), zarejestrowana w latach 2008–2009 i 2010–2019.

## Historia
Partię założyła grupa działaczy Samoobrony Patriotycznej, partii powstałej w 2007 w wyniku rozłamu w Samoobronie RP. Wśród jej twórców znaleźli się m.in. byli posłowie Zbigniew Witaszek i Zdzisław Jankowski. Przewodniczącym został Marian Frądczyk. Ugrupowanie po raz pierwszy zostało zarejestrowane przez Sąd Okręgowy w Warszawie 21 listopada 2008, jednak w wyniku niezłożenia sprawozdania finansowego za rok 2008 zostało wykreślone z ewidencji postanowieniem z 14 grudnia 2009. 19 lutego 2010 partia została zarejestrowana ponownie. Jej przewodniczącym był już wówczas Ryszard Jarznicki.
Przed wyborami do Parlamentu Europejskiego w 2009 partia poparła niektórych kandydatów startujących z list Libertas, m.in. Marię Sendecką z LPR.
W wyborach prezydenckich w 2010 Polska Patriotyczna zgłosiła jako swojego kandydata Zdzisława Jankowskiego, którego kandydatura została przez PKW odrzucona ze względów formalnych.
W wyborach samorządowych w 2010 Polska Patriotyczna wystawiła swoje listy, z których kandydowali m.in. Bohdan Poręba, Eugeniusz Sendecki, Zbigniew Witaszek, Zdzisław Jankowski oraz piosenkarki Anita i Edyta Zaboroś (znane z teledysku promującego kandydaturę Grzegorza Napieralskiego w wyborach prezydenckich). Kandydatem Polski P. na prezydenta Warszawy był Piotr Skulski, który uzyskał 0,18% głosów i zajął przedostatnie miejsce spośród 11 kandydatów. Polska Patriotyczna zdobyła w tych wyborach 9 mandatów w radach gmin. Najwięcej (6 mandatów) partia zdobyła w radzie gminy Kolsko. W wyborach do sejmików wojewódzkich ugrupowanie wystawiło listy w województwach mazowieckim i wielkopolskim. W obydwu uzyskało po 0,24% głosów (co dało 0,05% w skali kraju i było 32. wynikiem spośród wszystkich komitetów).
W wyborach parlamentarnych w 2011 Polska Patriotyczna wystawiła z ramienia własnego komitetu jednego kandydata do Senatu, którym był Jan Grudniewski (przewodniczący partii Polski Ruch Uwłaszczeniowy). Uzyskał on w okręgu nr 82 2,47% głosów i zajął ostatnie miejsce spośród sześciu kandydatów. Jako przedstawiciel Polski Patriotycznej do Senatu w okręgu nr 40 kandydował także wiceszef partii Zbigniew Witaszek (z ramienia Polskiej Partii Pracy – Sierpień 80), który uzyskał 3,24% i również zajął ostatnie miejsce spośród sześciu kandydatów.
W wyborach do Parlamentu Europejskiego w 2014 partia nie wzięła udziału. W wyborach samorządowych w tym samym roku wystawiła w niektórych okręgach listy do sejmików w województwach lubelskim, kujawsko-pomorskim, mazowieckim i podkarpackim. W skali kraju otrzymała 0,06% głosów (był to 26. wynik spośród wszystkich komitetów). Polska Patriotyczna wystawiła kandydatów na prezydentów Ostrowca Świętokrzyskiego (bezpartyjnego Leszka Sułka, który zajął 4. miejsce wśród 6 kandydatów) i Białej Podlaskiej (Marzenę Malesę, która zajęła ostatnie, 6. miejsce). Na włodarzy wystartowało też dwóch wiceprzewodniczących partii: startujący z własnego komitetu Zdzisław Jankowski zajął ostatnie, 4. miejsce w wyborach na burmistrza Rychwała, a startujący z ramienia partyjnego komitetu Marian Frądczyk zajął przedostatnie, 4. miejsce w wyborach na wójta gminy Gniewoszów.
W wyborach parlamentarnych w 2015 Polska Patriotyczna wystawiła do Senatu w okręgu nr 82 Leszka Sułka, który zdobył 2,71% głosów, zajmując 6. miejsce spośród 7 kandydatów oraz okręgu nr 93 Zdzisława Jankowskiego, który zdobył 1,55% głosów, także zajmując 6. miejsce spośród 7 kandydatów.
Na kongresie w marcu 2018 doszło do całkowitej wymiany kierownictwa partii, a nowym przewodniczącym został Paweł Ziemiński. Włączono ponadto do programu szereg elementów tożsamych z programem pozostającej niezarejestrowaną zawiązanej w 2015 partii Mateusza Piskorskiego Zmiana. Wielu działaczy Zmiany przystąpiło także do Polski Patriotycznej, a jeden z jej wiceprzewodniczących Nabił Malazi (Nabil Al-Malazi) został jednocześnie jednym z wiceszefów Polski Patriotycznej.
W wyborach samorządowych w tym samym roku Polska Patriotyczna zarejestrowała komitet, jednak z jego ramienia wystartowała jedynie jedna kandydatka (do rady gminy Grodziec uzyskała 8 głosów). W wyborach parlamentarnych w 2019 Zdzisław Jankowski otworzył listę Akcji Zawiedzionych Emerytów Rencistów w okręgu konińskim (jednym z trzech, w których partia ta zarejestrowała listy), zaś inny działacz Polski Patriotycznej Wojciech Mateńka w okręgu nr 14 był kandydatem Normalnego Kraju, z wynikiem 7,03% głosów zajmując 3. miejsce wśród 4 kandydatów. Zgłosił on również chęć startu w wyborach prezydenckich w 2020 (w konkurencji do kandydata NK), jednak nie zebrał wystarczającej do rejestracji kandydatury liczby podpisów, a po nieodbyciu się głosowania nie zarejestrował komitetu w powtórzonych wyborach.
W wyniku niezłożenia w terminie sprawozdania finansowego za 2018 rok, 20 listopada 2019 partia ponownie została wyrejestrowana z ewidencji. Ugrupowanie nie zaprzestało jednak działalności. W sierpniu 2020 Polska Patriotyczna wyraziła poparcie dla działań Alaksandra Łukaszenki i złożyła gratulacje po ogłoszonym przez władze Białorusi jego zwycięstwie w wyborach prezydenckich w tym kraju, których wyników nie uznała m.in. Unia Europejska. Środowisko Polski Patriotycznej powołało także stowarzyszenie Wierni Polsce Suwerennej. W 2022 przewodniczący Polski Patriotycznej Paweł Ziemiński i jeden z jej wiceprzewodniczących Dariusz Kosiur zostali skazani na karę więzienia w zawieszeniu za opublikowany w 2018 artykuł Musimy walczyć z syjonizmem, a nie z faszyzmem i nacjonalizmem. W 2023 zamieniono karę na grzywnę o dotkliwym wymiarze. W wyborach parlamentarnych w tym samym roku Paweł Ziemiński został ogłoszony jako kandydat Związku Słowiańskiego do Senatu, jednak nie zarejestrowano jego kandydatury. Środowisko Polski Patriotycznej i WPS poparło także innego kandydata ZS do Senatu, Stanisława Tymińskiego.

## Program
Polska Patriotyczna opowiada się za rozwojem przemysłu, solidarnością społeczną, systemem ekonomicznym opartym na społecznej gospodarce rynkowej. Ugrupowanie jest przeciwne wyprzedaży majątku narodowego, domaga się zdecydowanej walki z korupcją i opowiada się za poszanowaniem chrześcijańskiej etyki i wartości w życiu publicznym. Sprzeciwia się uczestnictwu Polski w Unii Europejskiej. Prezentuje także nastawienie antyamerykańskie i antysemickie.

## Prezydium partii
Przewodniczący:
- Paweł Ziemiński

Wiceprzewodniczący:
- Grzegorz Czuryło
- Dariusz Kosiur
- Nabił Malazi

Sekretarz generalny:
- Jarosław Jużyczyński